# It's Raining Men
It's Raining Men est une chanson écrite en 1979 par Paul Jabara et Paul Shaffer. Réalisée initialement pour l'album Stars de Dave Balfour, la chanson a été offerte à Diana Ross, Donna Summer, Cher et Barbra Streisand avant d'être acceptée et enregistrée en 1982 par Martha Wash et Izora Armstead (en) du groupe The Weather Girls. Tiré de l'album Success (en), le single s'est vendu à environ 6 millions de copies à travers le monde.
La reprise de Geri Halliwell, parue en 2001 pour la bande originale du film Le Journal de Bridget Jones, se classe également numéro 1 en Belgique, en France, en Irlande, en Italie, en Pologne et en Ecosse. En France, elle se vend à plus de 812 000 copies. C'est aussi la 13e meilleure vente de singles de l'année 2001 au niveau mondial.
En 2006, Young Divas reprend aussi la chanson.
La chanson est devenue un classique dance. Elle a été utilisée dans plusieurs films.

## Version originale et duo Martha Wash et RuPaul
La version de The Weather Girls se classe numéro un du US Disco Chart en octobre 1982. Elle atteint la 34e position du US R&B et la 46e position du Billboard Hot 100. Elle atteint également la deuxième position du UK Singles Chart. La chanson devient un symbole des revendications féminines et noires-américaines, mais elle est aussi adoptée par la communauté gay américaine.
En 1998, Martha Wash lance une version en duo avec RuPaul appelée It's Raining Men... The Sequel. Elle est incluse dans la compilation RuPaul's Go-Go Box Classics.

### Classement
| Classement (1982-83)     | Meilleure position |
| ------------------------ | ------------------ |
| France                   | 54                 |
| US Billboard Hot 100     | 46                 |
| US Hot R&B/Hip-Hop Songs | 34                 |
| US Hot Dance Club Play   | 1                  |
| UK Singles Chart         | 2                  |
| Classement (1998)        | Meilleure position |
| US Hot Dance Club Play 1 | 22                 |

## Version de Geri Halliwell
It's Raining Men est le premier single du deuxième album solo de Geri Halliwell. Lancée en avril 2001, cette version a également été utilisée dans la bande sonore du film Le Journal de Bridget Jones. Elle est également le 1er single de son second opus Scream If You Wanna Go Faster.
La chanson débute à la première position du palmarès britannique et s'y maintient trois semaines. 155 000 copies sont vendues la première semaine et 80 000 la deuxième. Au total, 423 418 copies sont vendues en Grande-Bretagne, ce qui en fait le single le plus populaire d'Halliwell dans ce pays. Elle se classe également numéro 1 en Belgique, en France, en Irlande, en Italie, en Pologne et en Ecosse. En France, elle se vend à plus de 812,000 copies. C'est aussi la 13eme meilleure vente de singles de l'année 2001 au niveau mondial.
Le vidéoclip de cette version s'inspire de la scène de l'audition du film Flashdance ainsi que du film Fame.

### Classement
| 2001                             | Meilleure position |
| -------------------------------- | ------------------ |
| Argentine Single Chart           | 1                  |
| Belgian Singles Chart (Flanders) | 1                  |
| Brazil Hot 100                   | 1                  |
| French Singles Chart             | 1                  |
| Hungarian Singles Chart          | 1                  |
| Irish IRMA Singles Chart         | 1                  |
| Italian Singles Chart            | 1                  |
| Malaysia Singles Chart           | 1                  |
| Russian Singles Chart            | 1                  |
| Spanish PROMUSICAE               | 5                  |
| UK Singles Chart                 | 1                  |
| Eurochart Hot 100 Singles        | 2                  |
| Belgian Singles Chart (Wallonia) | 2                  |
| Dutch Singles Chart              | 3                  |
| Australian ARIA Singles Chart    | 4                  |
| Swiss Singles Chart              | 4                  |
| Colombie ASINCOL Top 100         | 4                  |
| Austrian Singles Chart           | 5                  |
| German Singles Chart             | 5                  |
| Greek Singles Chart              | 5                  |
| Danish Singles Chart             | 2                  |
| Finnish Singles Chart            | 7                  |
| Canadian Singles Chart           | 8                  |
| Swedish Singles Chart            | 10                 |
| Norwegian Singles Chart          | 4                  |
| New Zealand RIANZ Singles Chart  | 7                  |
| 2001 (année complète)            |                    |
| UK Top 100 Singles of the Year   | 12                 |

## Autres versions
- 1983 : Sylvie Vartan , au PALAIS DES CONGRÈS
- 2005 : Carol Jiani (en)
- 2006 : Young Divas, sur l'album Young Divas (en).